# Ursula Hamenstädt
Ursula Hamenstädt (15 de gener de 1961) és una matemàtica alemanya que treballa com a professora a la Universitat de Bonn. El seu principal tema de recerca és la geometria diferencial.

## Educació i carrera
Hamenstädt va obtenir el doctorat a la Universitat de Bonn l'any 1986, sota la supervisió de Wilhelm Klingenberg. La seva dissertació, Zur Theorie der Carnot-Caratheodory Metriken und ihren Anwendungen (La teoria de les mètriques de Carnot–Caratheodory i les seves aplicacions), tractava sobre la teoria de les varietats sub-Riemannianes.
Després de completar el doctorat, va ser becada de recerca Miller a la Universitat de Califòrnia, Berkeley i posteriorment professora ajudant a l'Institut Tecnològic de Califòrnia abans de retornar a Bonn, com a membre de la facultat, l'any 1990.

## Honors
Hamenstädt va ser conferenciant convidada en el Congrés Internacional de Matemàtics de 2010. Al 2012 va ser elegida membre de l'Acadèmia Alemanya de Ciències Leopoldina, i en el mateix any es va convertir en fellow de la Societat Americana de Matemàtiques. Va ser conferenciant Emmy Noether de la Societat Alemanya de Matemàtiques l'any 2017.

## Publicacions seleccionades
- Hamenstädt, Ursula «Geometry of the mapping class groups I: Boundary amenability» (en anglès). Inventiones Mathematicae, 175, 3, 2008, pàg. 545–609. arXiv: math/0510116. Bibcode: 2009InMat.175..545H. DOI: 10.1007/s00222-008-0158-2. ISSN: 0020-9910.
- Hamenstädt, Ursula «A new description of the Bowen–Margulis measure». Ergodic Theory and Dynamical Systems, 9, 3, 1989, pàg. 455–464. DOI: 10.1017/S0143385700005095. ISSN: 1469-4417.
- Hamenstädt, Ursula «Some regularity theorems for Carnot–Carathéodory metrics» (en anglès). Journal of Differential Geometry, 32, 3, 1990, pàg. 819–850. DOI: 10.4310/jdg/1214445536. ISSN: 0022-040X.